# Chemilly, Allier
Chemilly är en kommun i departementet Allier i regionen Auvergne-Rhône-Alpes i de centrala delarna av Frankrike. Kommunen ligger  i kantonen Souvigny som ligger i arrondissementet Moulins. År 2022 hade Chemilly 588 invånare.

## Befolkningsutveckling
Antalet invånare i kommunen Chemilly
Referens: INSEE